# Alfred E. Green
Alfred E. Green, conosciuto anche come Al Green (Perris, 11 luglio 1889 – Hollywood, 4 settembre 1960), è stato un regista e attore statunitense.

## Biografia
Nato in California, era soprannominato Al. Nella sua carriera girò oltre cento film come regista, sette come aiuto regista e due da produttore. Negli anni dieci, aveva recitato in 14 pellicole.
Regista molto prolifico, tanto che molte delle sue opere sono piuttosto mediocri, fatte salve alcune eccezioni, cominciò a lavorare nel cinema nel 1912 come attore per la Selig Polyscope. Cinque anni più tardi diventò assistente del regista Colin Campbell, la sua carriera terminerà poi verso la metà degli anni cinquanta. Mary Pickford lo scelse come regista per molti dei suoi film durante gli anni venti. Nel 1929 diresse George Arliss nel film Disraeli, per il quale l'attore si aggiudicherà il Premio Oscar. Nel 1935, diresse invece Bette Davis nel film Paura d'amare, per il quale l'attrice si aggiudicherà il Premio Oscar. Nel 1946 diresse Al Jolson, il film che più di ogni altro gli valse il plauso dei critici spesso severi con questo regista assai dedito alle pellicole di serie B.
Afflitto dall'artrite, negli ultimi anni del suo lavoro era a malapena in grado di muoversi dalla propria sedia. Concluse la carriera dirigendo episodi tv.
Morì a Hollywood, il 4 settembre 1960 all'età di 71 anni.

## Filmografia

### Regista
- The Temptation of Adam – cortometraggio (1916)
- The Princess of Patches (1917)
- Little Lost Sister (1917)
- The Lad and the Lion (1917)
- The Friendship of Beaupere – cortometraggio (1917)
- The Web of Chance (1919)
- Silk Husbands and Calico Wives (1920)
- Blind Youth (1920)
- A Double-Dyed Deceiver (1920)
- The Man Who Had Everything (1920)
- Just Out of College (1920)
- Through the Back Door (1920)
- Little Lord Fauntleroy co-regia Jack Pickford (1921)
- Come on Over (1922)
- The Bachelor Daddy (1922)
- Our Leading Citizen (1922)
- The Ghost Breaker (1922)
- The Man Who Saw Tomorrow (1922)
- Back Home and Broke (1922)
- The Ne'er-Do-Well (1923)
- Woman-Proof (1923)
- Pied Piper Malone (1924)
- In Hollywood with Potash and Perlmutter (1924)
- Inez from Hollywood (1924)
- Sally (1925)
- The Talker (1925)
- The Man Who Found Himself (1925)
- The Girl from Montmartre (1926)
- Irene (1926)
- Ella Cinders (1926)
- It Must Be Love (1926)
- Ladies at Play (1926)
- The Auctioneer (1927)
- Is Zat So? (1927)
- Two Girls Wanted (1927)
- Come to My House (1927)
- Honor Bound (1928)
- Making the Grade (1929)
- Disraeli (1929)
- La dea verde (The Green Goddess) (1930)
- The Man from Blankley's (1930)
- Sweet Kitty Bellairs (1930)
- Silver Dollar (1932)
- Uomini nello spazio (Parachute Jumper) (1933)
- Il vagabondo e la ballerina (Union Depot) (1932)
- I guai della celebrità (It's Tough to Be Famous) (1933)
- Baby Face  (1933)
- The Road Is Open Again
- Amai una donna (I Loved a Woman) (1933)
- Dark Hazard
- As the Earth Turns
- The Merry Frinks
- Side Streets (1934)
- Housewife (1934)
- A Lost Lady (1934)
- Gentlemen Are Born
- Sweet Music
- The Girl from 10th Avenue (1935)
- Canto d'amore (Here's to Romance) (1935)
- Mariti in pericolo (The Goose And The Gander) (1935)
- Paura d'amare (Dangerous) (1935)
- Colleen (1936)
- Mogli di lusso (The Golden Arrow) (1936)
- They Met in a Taxi
- Due nella folla (Two in a Crowd) (1936)
- Cercasi segretaria (More than a Secretary) (1936)

- I tre cadetti (Duke Of West Point) (1938)
- La grande corsa (King of the Turf) (1939)
- Flowing Gold (1940)
- A sud di Pago Pago (South of Pago Pago) (1940)
- Non mi ucciderete (East Of The River) (1940)
- Avventura a Washington (Adventure in Washington) (1941)
- Odio di sangue (Badlands Of Dakota) (1941)
- La morte viene dall'ombra (A Night To Remember) (1942)
- Mister Winkle va alla guerra (Mister Winkle Goes To War) (1944)
- Notti d'oriente (A Thousand And One Night) (1945)
- Al Jolson (The Jolson Story) (1946)
- Copacabana (1947)
- Le quattro facce del West (Four Faces West) (1948)
- La ragazza di Manhattan (The Girl from Manhattan) (1948)
- Sierra (1950)
- The Jackie Robinson Story (1950)
- Invasione USA (Invasion U.S.A.) (1952)
- Paris Model (1953)
- The Eddie Cantor Story (1953)

### Aiuto regista
- The Spoilers, regia di Colin Campbell (1914)
- Il giglio selvatico (M'liss), regia di Marshall Neilan (1918)

### Attore (parziale)
- Pride of the Range, regia di Francis Boggs – cortometraggio (1910)
- Pierre of the North, regia di Henry MacRae – cortometraggio (1913)
- A Western Romance, regia di Lem B. Parker – cortometraggio (1913)
- The Reformation of Dad, regia di Lem B. Parker – cortometraggio (1913)
- The Tree and the Chaff, regia di Lem B. Parker – cortometraggio (1913)
- Northern Hearts, regia di Edward J. Le Saint – cortometraggio (1913)
- Until the Sea..., regia di Colin Campbell – cortometraggio (1913)
- A Dip in the Briney, regia di Colin Campbell – cortometraggio (1913)
- On the Breast of the Tide, regia di Colin Campbell – cortometraggio (1914)
- The Baby Spy, regia di Edward LeSaint – cortometraggio (1914)
- The Crisis, regia di Colin Campbell (1916)
- The Friendship of Beaupere, regia di Alfred E. Green – cortometraggio (1917)
- Hollywood, regia di James Cruze (1923)